# Paul Walker

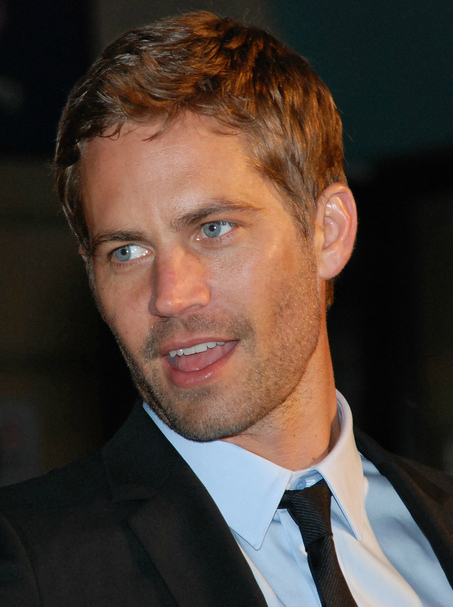
Paul Walker (2009)

Paul William Walker IV (* 12. September 1973 in Glendale, Kalifornien; † 30. November 2013 in Santa Clarita, Kalifornien) war ein US-amerikanischer Schauspieler und Filmproduzent. Er erlangte vor allem Bekanntheit durch die Verkörperung des Brian O’Conner in der Actionfilm-Reihe Fast & Furious.

## Leben und Karriere
Walker wuchs mit zwei Brüdern und zwei Schwestern in Südkalifornien auf. Er war Mitglied der Kirche Jesu Christi der Heiligen der Letzten Tage und wurde bereits als Mormone erzogen. Seine Mutter besorgte ihm als Kind Auftritte in Werbespots. Schon früh hatte er kleine Gastauftritte in Fernsehserien. Nach seinem Abschluss an der Village Christian High School studierte er zunächst Meeresbiologie. Schließlich entschied er sich um und schlug eine Schauspielkarriere ein.
Zunächst war Walker in weniger bekannten Filmen zu sehen, bevor er 1998 neben Tobey Maguire und Reese Witherspoon in Pleasantville – Zu schön, um wahr zu sein spielte. 1999 folgten Varsity Blues und Eine wie keine mit Freddie Prinze junior und Rachael Leigh Cook. Seinen Durchbruch erlebte er 2001 mit dem Actionfilm The Fast and the Furious an der Seite von Vin Diesel. Die Rolle des Undercover-Cops Brian O’Conner durfte er 2003 in der Fortsetzung 2 Fast 2 Furious erneut verkörpern.
Nachdem er 2005 mit Jessica Alba in dem Film Into the Blue nach Schätzen tauchte, wirkte er 2006 in Clint Eastwoods Projekt Flags of Our Fathers mit. Des Weiteren war er in Antarctica – Gefangen im Eis als Hundeführer in der Antarktis und in Running Scared als Gangster, der eine Tatwaffe entsorgen soll, zu sehen. Im Mai 2007 kam Kill Bobby Z, nach einem Roman von Don Winslow, in die deutschen Kinos. Darin spielte er einen inhaftierten Ex-Elitesoldaten, der einen gefährlichen Deal mit der Drogenbehörde eingeht, um freizukommen. 2008 kam der Psychothriller Das Lazarus-Projekt mit Piper Perabo heraus. Darauffolgend stand er für den vierten Teil, Fast & Furious – Neues Modell. Originalteile., ebenfalls wieder mit Diesel vor der Kamera, der am 2. April 2009 in die deutschen Kinos kam.
2010 gründete er die Organisation Reach Out Worldwide zur Unterstützung der Opfer von Naturkatastrophen. Im gleichen Jahr drehte Walker wieder mit Diesel, diesmal Fast & Furious Five, der im April 2011 in die Kinos kam. Die Dreharbeiten für Fast & Furious 6, den sechsten Teil der Reihe, begannen im Juli 2012. Der Film wurde ab dem 23. Mai 2013 in deutschen Kinos gezeigt.
Sein letzter Film war Fast & Furious 7 und erschien im Jahr 2015. Nach Walkers Tod sprangen die damals 25- und 36-jährigen Brüder des verstorbenen 40-Jährigen ein, um offene Szenen abschließen zu können.
Walker war Vater einer Tochter, von deren Mutter er getrennt lebte. Zunächst wohnte die Tochter mit ihrer Mutter auf Hawaii, 2011 zogen sie nach Kalifornien, um näher bei Walker zu sein. Paul Walker wohnte in Santa Barbara und Huntington Beach in Kalifornien.

## Tod

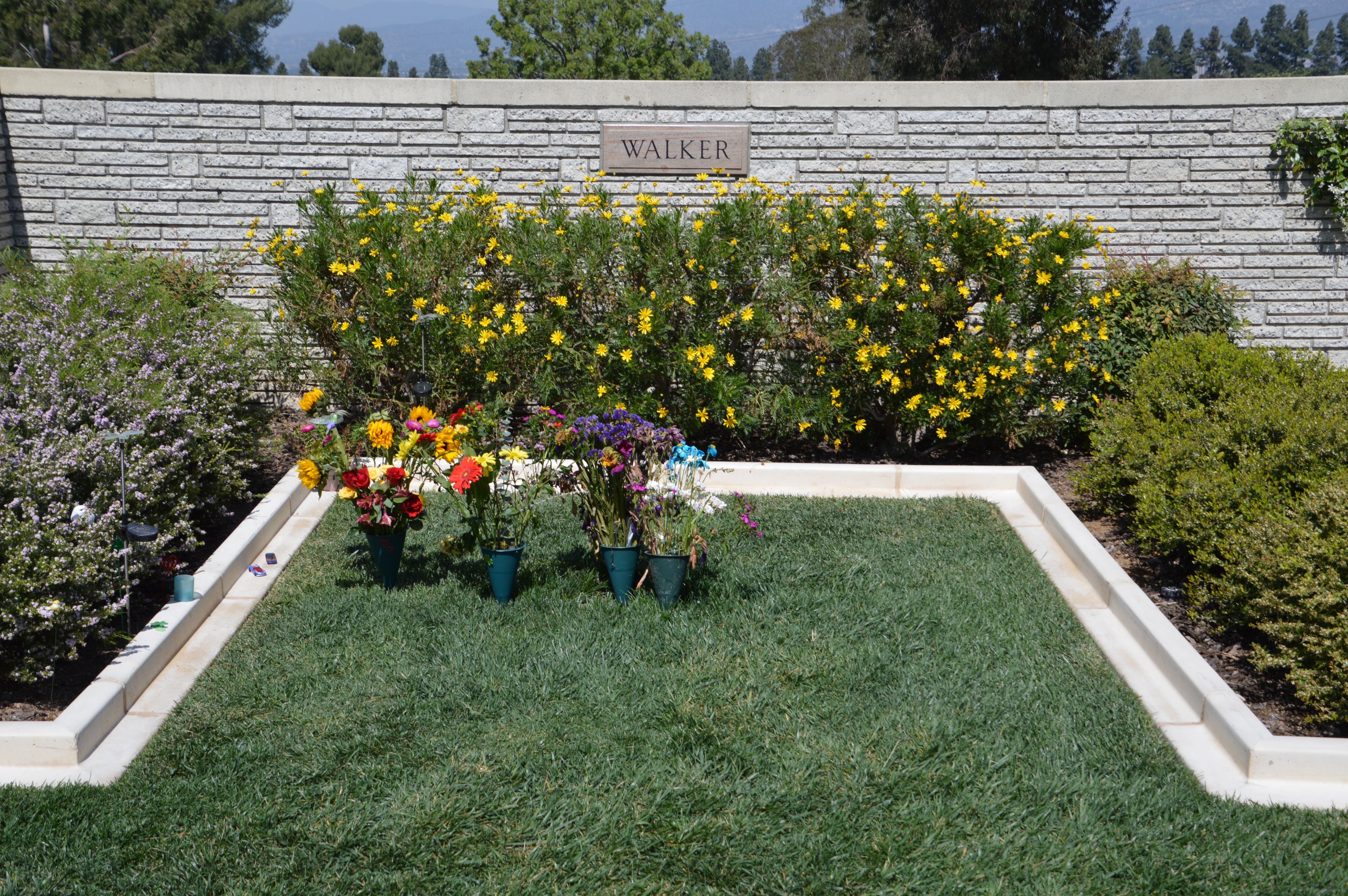
Grab von Paul Walker, Forest Lawn Memorial Park Hollywood Hills Los Angeles

Am 30. November 2013 verunglückten Walker und der mit ihm befreundete Rennfahrer Roger Rodas tödlich bei einem Autounfall im Ortsteil Valencia von Santa Clarita nördlich von Los Angeles. Sie waren auf der Rückkehr von Walkers Reach-Out-Worldwide-Veranstaltung, die zugunsten von Opfern des Taifuns Haiyan abgehalten wurde. Rodas verlor bei ca. 160 km/h die Kontrolle über seinen Porsche Carrera GT, der daraufhin zunächst gegen einen Laternenmast, dann gegen einen Baum prallte und danach in Flammen aufging. Beide Insassen des Fahrzeugs starben am Unfallort, Paul Walker saß auf dem Beifahrersitz.
Paul Walker wurde eingeäschert und am 14. Dezember 2013 auf dem Forest Lawn Memorial Park in den Hollywood Hills im engsten Familienkreis beigesetzt.

## Filmografie (Auswahl)
- 1985–1986: Ein Engel auf Erden (Highway to Heaven, Fernsehserie, drei Folgen)
- 1986: Überfall im Wandschrank (Monster in the Closet)
- 1986–1987: Throb (Fernsehserie, 23 Folgen)
- 1987: Retaliator (Programmed to Kill)
- 1990: Charles in Charge (Fernsehserie, Folge 5x20 Dead Puck Society)
- 1991: Wer ist hier der Boss? (Who’s the Boss?, Fernsehserie, Folge 7x15 You Can Go Home Again)
- 1993: Schatten der Leidenschaft (The Young and the Restless, Fernsehserie)
- 1994: Teenage T-Rex: Der Menschen-Dinosaurier (Tammy and the T-Rex)
- 1996: Ein Hauch von Himmel (Touched by an Angel, Fernsehserie, Folge 2x24 Statute of Limitations)
- 1998: Road Trip ins Chaos (Meet the Deedles)
- 1998: Pleasantville – Zu schön, um wahr zu sein (Pleasantville)
- 1999: Varsity Blues
- 1999: Eine wie keine (She’s All That)
- 1999: Brokedown Palace
- 2000: The Skulls – Alle Macht der Welt (The Skulls)
- 2001: The Fast and the Furious
- 2001: Joyride – Spritztour (Joy Ride)
- 2002: Life Makes Sense If You’re Famous (Kurzfilm)
- 2003: Turbo-Charged Prelude (Kurzfilm)
- 2003: 2 Fast 2 Furious
- 2003: Timeline
- 2004: Noel
- 2005: Into the Blue
- 2006: Running Scared
- 2006: Antarctica – Gefangen im Eis (Eight Below)
- 2006: Flags of Our Fathers
- 2007: Kill Bobby Z (Death and Life of Bobby Z)
- 2008: Das Lazarus-Projekt (The Lazarus Project)
- 2009: Fast & Furious – Neues Modell. Originalteile. (Fast & Furious)
- 2010: Takers – The Final Job (Takers)
- 2011: Fast & Furious Five (Fast Five)
- 2013: Vehicle 19
- 2013: Hours – Wettlauf gegen die Zeit (Hours)
- 2013: Fast & Furious 6
- 2013: Gangster Chronicles (Pawn Shop Chronicles)
- 2014: Brick Mansions
- 2015: Fast & Furious 7 (Furious 7)

## Synchronsprecher
Im deutschsprachigen Raum wurde Paul Walker überwiegend durch David Nathan synchronisiert. Weitere deutschsprachige Synchronstimmen waren Timmo Niesner, der ihn in jungen Jahren synchronisierte, gefolgt von Peter Flechtner im Jahr 2006 und Jaron Löwenberg in Takers – The Final Job aus dem Jahr 2010.